# حوض سباحة (فلم 2001)
حوض سباحة (بالإنجليزية: Swimming Pool) و (بالألمانية: Swimming Pool - Der Tod feiert mit) هو فيلم رعب ألماني تم إنتاجه في سنة 2001 وهو من إخراج بوريس فون سايخوفسكي وبطولة جيمس مكافوي وآيلا فيشر وكريستين ميلر و جيسون ليجيت و كورديليا بوغيجا و جون هوبكنز، الفيلم يتكلم عن قصة مجموعة طلاب دوليين يجتمعون في حوض السباحة ويهاجمهم رجل ويقتلهم بأداة منجل الماشيتي وثم يلاحقهم بعد ذلك.

## روابط خارجية
- مقالات تستعمل روابط فنية بلا صلة مع ويكي بيانات